# Nerine pusilla
Nerine pusilla är en amaryllisväxtart som beskrevs av Moritz Kurt Dinter. Nerine pusilla ingår i släktet Nerine och familjen amaryllisväxter. Inga underarter finns listade i Catalogue of Life.